# Gerd Arntz
Gerd Arntz (Remscheid, 11 december 1900 – Den Haag, 4 december 1988) was een Duits-Nederlandse grafisch ontwerper die vooral bekend was door zijn beeldstatistieken en pictogrammen. 
Hij bezocht in 1919 de kunstschool in Düsseldorf en maakte in 1920 in Keulen onder meer kennis met de progressieve kunstenaars Jankel Adler, Franz Wilhelm Seiwert en Heinrich Hoerle.  Zijn eerste politieke houtsneden verschenen in 1926 in Die Proletarische Revolution. Arntz ging in 1928 werken voor het Gesellschafts- und Wirtschafts-museum in Wenen en was vanaf 1933 verbonden aan het Moscow Institute voor picturale statistieken.
Na de overname van Duitsland door Hitler ging Arntz in 1934 naar Den Haag in Nederland. Zijn houtsnede Het Derde Rijk veroorzaakte in 1936 een politiek incident met Duitsland. In 1943 werd Arntz opgeroepen voor het Duitse leger.
Na zijn terugkeer in 1946 ging hij werken voor het Nederlandse Instituut voor Statistiek. Een grote tentoonstelling van zijn werk werd in 1976 gehouden in Den Haag.